# Булановська сільська рада
Була́новська сільська рада (рос. Булановский сельский совет) — сільське поселення у складі Октябрського району Оренбурзької області Росії.
Адміністративний центр — село Буланово.

## Населення
Населення — 894 особи (2019; 1025 в 2010, 1176 у 2002).

## Склад
До складу сільської ради входять:
| Населений пункт      | Населення, осіб (2002) | Населення, осіб (2010) |
| -------------------- | ---------------------- | ---------------------- |
| Буланово, село       | 1107                   | 974                    |
| Красний Пахар, хутір | 69                     | 51                     |